# Una parte di me
Az Una parte di me (magyarul: Egy rész belőlem) Nek nyolcadik albuma, ami 2005. május 13-án jelent meg. Az album első dala a Lascia che io sia (Hagyd, hogy legyek) volt, aminek spanyol változata Para tí seria címmel hetekig első volt Puerto Ricóban. Nek később duettet készített ebből a dalból az El sueño de Morfeo együttessel.
Ez a dal lett 2005-ben a Festivalbar győztes dala.

## Dalok
1. Contromano (Ellenkező irányban)
2. Lascia che io sia (Hagyd , hogy legyek)
3. L'inquietudine (A nyughatatlanság)
4. Notte bastarda (Rohadt egy éjszaka)
5. Abbraciami (Ölelj meg engem)
6. Darei di più di tutto quel che ho (Mindenből többet adnék, mint amim van)
7. Va bene così (Így rendben van)
8. Una parte di me (Egy rész belőlem)
9. Non vale un addio (Nem érdemes búcsúzni)
10. Io sono qui (Itt vagyok)